# الرقاب
الرَقَاب (كان اسمها ڤُنِيفِدَة) وتُنطق في تونس الرڤاب، مدينة تقع بولاية سيدي بوزيد من الوسط التونسي، على الطريق الجهوية رقم 89، جنوب شرقي مدينة سيدي بوزيد وجنوب غربي مدينة أولاد حفوز وشمال غربي مدينة بئر علي وشمال شرقي مدينة المكناسي. استشهد فيها خمسة شهداء وعدد من الجرحى خلال الثورة التونسية هي من أفضل المعتمديات البوزيدية و من عماداتها قصر الحمام المزونة سعيدة سابقا

## الرياضة
ينشط في المدينة البعث الرياضي بالرقاب.وايضا يوجد الملعب بجانب الطريق المؤدية الى صفاقس ويضم من 50 الى 100 طفل